# باول جونسون (لاعب كرة قدم بريطاني)
باول جونسون (بالإنجليزية: Paul Johnson)‏ (5 أبريل 1992 بسندرلاند في المملكة المتحدة - ) هو لاعب كرة قدم بريطاني في مركز الدفاع. لعب مع نادي هارتلبول يونايتد وGarforth Town A.F.C. ‏ ونادي سلتيك نايشون ونادي ووركينغتون وسبنيمور تاون ‏ ودارلينجتون إف سى.

## وصلات خارجية
- بول جونسون على موقع قاعدة بيانات كرة القدم.إي يو (الإنجليزية)
- بول جونسون على موقع Soccerway.com (الإنجليزية)